# 금남초등학교 (경기)
금남초등학교는 대한민국 경기도 남양주시 화도읍 금남리에 있는 공립 초등학교이다.

## 학교 연혁
- 1966년 3월 10일: 개교

## 참고 자료
- 금남초등학교 - 한국교육학술정보원 학교알리미